# Кульбакин (хутор)
Кульбакин — хутор в Азовском районе Ростовской области.
Входит в состав Отрадовского сельского поселения.

## География
Расположен в 60 км (по дорогам) южнее районного центра — города Азова.
На хуторе имеется одна улица: Зелёная.

## Население
| 1989 | 2002 | 2010 |
| ---- | ---- | ---- |
| 43   | ↘27  | ↘11  |

## Достопримечательности
- В полукилометре севернее ГСМ хутора находится памятник археологии — Курганный могильник «Кульбакин -1» (4 насыпи). Памятник датируется II тысячелетием до н. э. — XIV веком н. э. Решением Малого Совета облсовета № 301 от 18 ноября 1992 года могильник внесен в список объектов культурного наследия местного значения под кодом № 6100339000[3].